# 溜息と不安の夜に
「溜息と不安の夜に」（ためいきとふあんのよるに）は、日本の女性ポップシンガー・遠藤舞の楽曲および通算4枚目のシングル。2016年9月21日にbinyl recordsからリリース。楽曲のプロデュースは、GREAT3のメンバー 片寄明人。

## 背景・制作
女性ポップ・ロックアーティスト・遠藤舞による、前作「Baby Love」から約2年ぶりの4thシングル。
表題曲
デビュー以来シングル作品の表題曲はすべて、実力派ロックバンド・ミュージシャンとのコラボを続けており、今作の制作者は「GREAT3」のメンバー 片寄明人がプロデュースを担当。録音演奏では片寄(G)のほか、宮川弾(Key)、白根賢一(Ds)、キタダマキ(B)が収録に参加した。
作詞は遠藤自身が初めて担当し、書き溜めたワードを片寄が編集して共作した。作曲は片寄と、ロックバンド「メレンゲ」のメンバー クボケンジとの共作。
サウンドは、歴代の表題曲では初のバラード。前作までの「ピアノポップロック」のスタイルは見送られたが、ピアノ・サウンド自体は伴奏に組み込まれている。
評価
作詞した本人は「非常に暗いテーマばかりを書いてしまったが、片寄が使える素材にまで編纂してくれた」と、その手腕を明かし謝意を示している。
プロデュースした片寄は「遠藤のボーカル部分には一切のアレンジを加えず、修正する必要がなかった」と述べている。また、初回の録音演奏が非常に良い出来だったため、一発録りで済んだ内情を明かしている。
カップリング曲
｢アルペジオ」は、片寄明人(G)と宮川弾(Key)の共作で、軽快なシティ・ポップとなっている。
｢空の木」は、個人として初のオリジナルであった曲で、主演映画『コネコノキモチ』(2011年5月公開）の主題歌として制作された。長年未収録の状態だったが、今回改めて録音し直し音源化された。
ほか、カバー曲やデビュー曲などの別テイクが、mu-moショップ限定盤などに収録されている。

## カバー
デビュー以来シングル作品には、カバー曲収録も企画されている。
｢アイスコーヒー」
詩人・銀色夏生の詞を楽曲化するバンド・プロジェクト「銀色プレゼンツ」(原田晃）のシングル「輝き」のc/w曲。スタッフが推薦した同曲を、遠藤が気に入り採用した。録音演奏はロックバンド「Glider」が担当。DVD付盤および mu-moショップ限定豪華盤に収録。
｢レイニィガール」
自身がかつて在籍していた女性アイドルグループ「アイドリング!!!」の9thシングル「手のひらの勇気」のc/w曲。今作で初めて、アイドリング!!!の楽曲をカバーしている。mu-moショップ限定豪華盤のみに収録。

## リリース
楽曲のシングルCDは、通常盤・DVD付盤・mu-moショップ限定豪華盤の3形態でリリース。mu-moショップ購入者のみ期間限定先着で、各形態に生写真（全3種の内1枚）が付属し、全形態セット購入者には生写真全3種のほか、直筆サイン入りA3クリアポスターが付属する。
また、mu-mo盤付属のDVDには、遠藤舞ソロデビュー1周年記念のライブ『一歳楽祭』の模様が収録されている。

## プロモーション
楽曲のプロモーションで、以下のメディアに出演した。
TV番組
- ミューサタ (2016年9月9日、フジテレビ) - MVオンエア
- MUSIC B.B. (2016年9月19日 - 25日、全国ネット局) - MVオンエア

配信番組
- look book party vol.3 (2016年8月24日、AbemaTV FRESH)
- モテたいオンナ (2016年9月5日、AbemaTV)

ラジオ番組
- monaka (2016年9月20日、NACK5)
- トミタ栞のだめラジオ (2016年9月20日、FM Yokohama)
- 渋谷カラオケ部 (2016年9月25日、渋谷のラジオ)
- Tresen+ MJ (2016年9月30日、FM Yokohama)

## ミュージック・ビデオ
リリースに先行して、楽曲のショートバージョンがYouTubeで公開された。フルバージョンはDVD付盤・mu-moショップ限定豪華盤に付属するDVDに収録され、mu-mo盤は別バージョンとなっている。
また、c/w「アイスコーヒー」のビデオも制作され、こちらもリリースと同時に、ショートバージョンがYouTubeで公開された。フルバージョンはDVD付盤のみに収録。

## ライブ・パフォーマンス
リリースを記念したインストアイベント・ミニライブが、以下の日時・場所で実施された。
「溜息と不安の夜に」リリース記念イベント
- 2016年9月4日 タワーレコード新宿店
- 2016年9月10日 ららぽーと横浜
- 2016年9月17日 イオンモールむさし村山
- 2016年9月18日 ラゾーナ川崎プラザ
- 2016年9月24日 小田原ダイナシティ
- 2016年10月2日 イオンスタイル湘南茅ヶ崎
- 2016年10月9日 西武本川越PePe
- 2016年10月22日 ららぽーと海老名
- 2016年10月29日 イオンモール富士宮
- 2016年11月5日 イオンモール名取
- 2016年11月6日 イオンモール盛岡南
- 2016年11月13日 タワーレコード福岡パルコ店
- 2016年11月19日 イオンモール今治新都市
- 2016年11月20日 イオンモール綾川
- 2016年12月17日 イオンモール大和郡山

以下のイベントに出演し、収録曲をライブ披露している。
- みなとみらい KINGDOM SUMMER 2016『YOKOHAMA LIVE KINGDOM』(2016年7月30日、クイーンズスクエア横浜)[13]
- Booing!!!LUKA 20th Anniversary Festival.（2016年8月14日、渋谷マウントレーニアホール）[14]
- look book party vol.3（2016年8月24日、渋谷TSUTAYA O-WEST）[15]
- アンチエイジングフェア〜in台場〜『遠藤舞LIVE』(2016年9月25日、フジテレビ本社屋)
- 明星和楽2016 (2016年11月12日、福岡市天神)
- TOWER OF MUSIC vol.83 (2016年11月26日、横浜マリンタワー)
- (有)申し訳ないと『(有)申し訳AFTERNOON 20周年SP＠代官山UNIT』(2016年12月18日、代官山UNIT)[16]
- YURICAL FES 2016 (2016年12月22日、渋谷WWW X)[17]

## メディアでの使用
収録曲は以下のメディアで使用された。
｢溜息と不安の夜に｣
- フジテレビ系『SOUND WEATHER』2016年9月・10月度テーマソング
- FM Yokohama『Tresen+ MJ』2016年9月度週間テーマソング

｢空の木｣
- 映画『コネコノキモチ』主題歌（2011年5月公開)

## シングル収録トラック
| #         | タイトル                           | 作詞             | 作曲                 | 編曲      | 時間  |
| --------- | ---------------------------------- | ---------------- | -------------------- | --------- | ----- |
| 1.        | 「溜息と不安の夜に」               | 遠藤舞、片寄明人 | クボケンジ、片寄明人 | 宮川弾    | 4:31  |
| 2.        | 「アルペジオ」                     | 宮川弾、片寄明人 | 宮川弾               |           | 4:06  |
| 3.        | 「アイスコーヒー」                 | 銀色夏生         | 原田晃               |           | 4:12  |
| 4.        | 「溜息と不安の夜に」(Instrumental) |                  |                      |           | 4:31  |
| 5.        | 「アルペジオ」(Instrumental)       |                  |                      |           | 4:06  |
| 6.        | 「アイスコーヒー」(Instrumental)   |                  |                      |           | 4:09  |
| 合計時間: | 合計時間:                          | 合計時間:        | 合計時間:            | 合計時間: | 25:36 |

| #  | タイトル                          | 作詞 | 作曲・編曲 | 時間 |
| -- | --------------------------------- | ---- | ---------- | ---- |
| 1. | 「溜息と不安の夜に」(Music Video) |      |            | 4:27 |
| 2. | 「アイスコーヒー」(Music Video)   |      |            | 4:03 |
| 3. | 「making of MUSIC VIDEO」         |      |            |      |

| #         | タイトル                           | 作詞             | 作曲                 | 編曲      | 時間  |
| --------- | ---------------------------------- | ---------------- | -------------------- | --------- | ----- |
| 1.        | 「溜息と不安の夜に」               | 遠藤舞、片寄明人 | クボケンジ、片寄明人 | 宮川弾    | 4:31  |
| 2.        | 「アルペジオ」                     | 宮川弾、片寄明人 | 宮川弾               |           | 4:07  |
| 3.        | 「溜息と不安の夜に」(Instrumental) |                  |                      |           | 4:31  |
| 4.        | 「アルペジオ」(Instrumental)       |                  |                      |           | 4:04  |
| 合計時間: | 合計時間:                          | 合計時間:        | 合計時間:            | 合計時間: | 17:13 |

| #         | タイトル                          | 作詞             | 作曲                 | 編曲      | 時間  |
| --------- | --------------------------------- | ---------------- | -------------------- | --------- | ----- |
| 1.        | 「溜息と不安の夜に」              | 遠藤舞、片寄明人 | クボケンジ、片寄明人 | 宮川弾    | 4:31  |
| 2.        | 「アルペジオ」                    | 宮川弾、片寄明人 | 宮川弾               |           | 4:06  |
| 3.        | 「アイスコーヒー」                | 銀色夏生         | 原田晃               |           | 4:12  |
| 4.        | 「溜息と不安の夜に」(-BAND ver.-) |                  |                      |           | 4:34  |
| 5.        | 「Today is The Day」(-BAND ver.-) | 小出祐介、嵐田光 | 小出祐介             |           | 5:10  |
| 6.        | 「レイニィガール」                | leonn            | 大西克巳             |           | 5:06  |
| 7.        | 「空の木」                        | 雨夏             | 上野聡               |           | 4:36  |
| 合計時間: | 合計時間:                         | 合計時間:        | 合計時間:            | 合計時間: | 32:15 |

| #  | タイトル                                         | 作詞 | 作曲・編曲 |
| -- | ------------------------------------------------ | ---- | ---------- |
| 1. | 「一歳楽祭 at CAY」(LIVE)                        |      |            |
| 2. | 「溜息と不安の夜に –another ver.-」(Music Video) |      |            |